# Rellotge del Kremlin

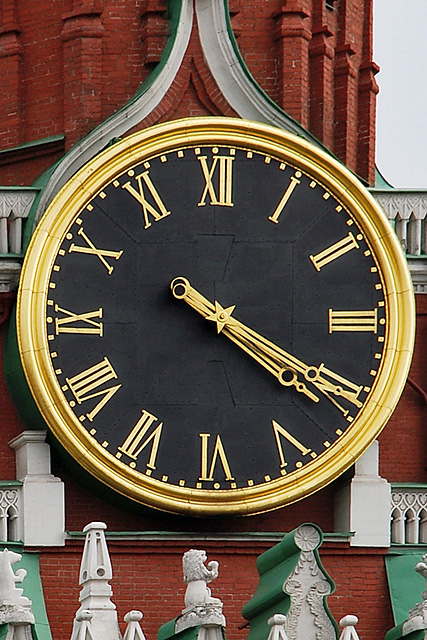
El rellotge del Kremlin de Moscou

El rellotge del Kremlin (rus: Кремлёвские часы; Kremlyovskiye chasy ) o campanes del Kremlin (rus: Кремлёвские куранты; Kremlyovskiye kuranty ), també coneguda col·loquialment a Occident com a Torre del Rellotge de Moscou, és un rellotge històric de la Torre del Salvador del Kremlin de Moscou. El dial del rellotge es troba a sobre de les portes principals de la plaça Roja. Durant dècades, les campanes han sonat tots els quarts d'hora, amb campanades per cada hora completa.

## Esfera de 17 hores

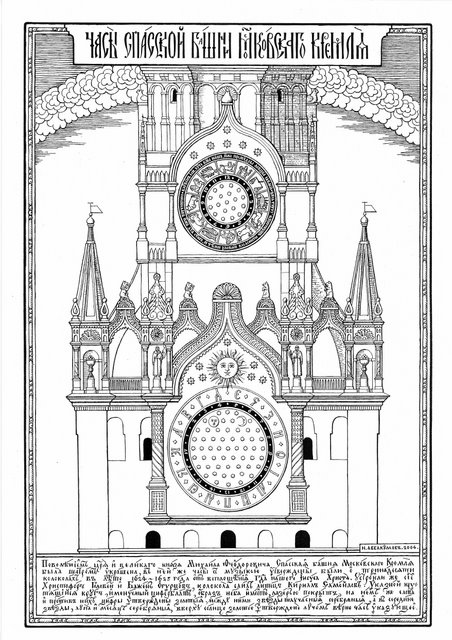
Rellotge del Salvador: 4h30

L'esfera del rellotge del Kremlin de Moscou, Rússia, antigament estava dividida en 17 parts iguals, cadascuna corresponia a una hora de llum del dia més llarg de l'any, el solstici d'estiu. Aquesta esfera tenia una imatge del sol a dalt al mig, amb la busca que indicava les hores en forma d'un raig de llum del sol allargat. L'esfera estava retolada amb els números ciríl·lics i girava en sentit antihorari. Les xifres, que eren de llautó cobert amb pa d'or, tenien una llargària d'uns 71 centimetres (28 in), és a dir un arshin. L'esfera del dibuix del rellotge de la Torre del Salvador de la dreta, està marcant dos quarts de cinc.
El 1585, s'utilitzaven rellotges a tres de les portes del Kremlin, les torres del Salvador, Secreta i de la Trinitat, exemplificant l'ús dels rellotges ja al segle XVI. També hi ha mencions als anys 1613 – 1614 d'un rellotge a la Torre de Sant Nicolau. El 1614 Nikiforka Nikitin feia el manteniment del rellotge de la Torre de Flor i Laure. El setembre de 1624 es van vendre els antics rellotges al monestir de la Transfiguració de Jesús de Yaroslavl.
El 1625, sota el lideratge de l'enginyer i rellotger escocès Christopher Galloway, els rellotgers russos Zhdan, el seu fill Shumilo Zhdanov i el seu net Alexey Shumilov van completar el nou rellotge. Les tretze campanes del mecanisme del rellotge van ser foses pel ferrer Cyril Samoilov. Els rellotge es va cremar en l'incendi de 1626, però més tard va ser restaurat per Galloway. L'any 1668 els rellotge va ser reacondicionat per poder "tocar música" cada hora, des de la sortida del sol fins al capvespre, utilitzant mecanismes especials.

## Rellotge modern
El 1705, per decret de Pere I, es va instal·lar un nou rellotge al Kremlin. Comprat per Pere el Gran, a Holanda, va ser transportat d'Amsterdam a Moscou en 30 carros. El rellotge va ser redissenyat a la manera alemanya amb una esfera de 12 hores i va ser instal·lat pel rellotger Ekimov Garnault. Tenia un esfera de 12 hores. El nou rellotge va servir, amb algunes interrupcions, fins a mitjans del segle xix. Va ser danyat per un incendi el 1737 i no va ser restaurat fins al 1767. A partir de 1770, tocava la melodia alemanya " Oh du lieber Augustin ". Durant 'incendi de Moscou de 1812, el rellotge es va tornar a fer malbé.
El modern rellotge del Kremlin va ser remodelat el 1851 pels germans Butenop a Moscou. Per a tons de trucada més melodiosos, es van retirar 24 campanes de les Torres de la Trinitat i Borovitskaya i es van traslladar a la Torre del Salvador. La major part dels treballs de restauració de la torre es van fer al mateix temps sota la direcció de l'arquitecte Gerasimov. Els sòls metàl·lics, les escales i el pedestal del rellotge es van fer segons els dibuixos de l'arquitecte rus Konstantin Thon, el dissenyador de la catedral de Crist Salvador. A partir d'aleshores, les campanades van tocar la " Marxa del regiment de Preobrazhensky " a les 12 i les 6 hores, mentre que a les 3 i les 9 es va tocar l'himne "Quan gloriós és el nostre Senyor a Sió" de Dmitry Bortniansky. Inicialment, es va proposar l'himne nacional " God Save The Tsar! ", però el tsar Nicolau I ho va prohibir, afirmant que "les campanades poden tocar qualsevol cançó excepte l'himne". El 1913, per al 300 aniversari de la dinastia Romanov, es va dur a terme una nova restauració del rellotge.
El 2 de novembre de 1917, durant l'assalt del Kremlin per part dels bolxevics, el rellotge va ser colpejat per un obus i es va aturar. Es va trencar una de les busques i es va danyar el mecanisme que controlava la rotació de les busques. El rellotge es va aturar durant gairebé un any. A l'agost-setembre de 1918, sota la direcció de Lenin, el rellotge va ser reparat pel rellotger N. Behrens. Amb molta dificultat, un nou pèndol de 32 quilograms (71 lb) fet de plom daurat. Sota la direcció del nou govern, l'artista i músic Mikhail Cheremnykh va rebre l'encàrrec de compondre una nova música revolucionària per al rellotge. Tocava laInternacional al migdia i "You Fell A Victim" a la mitjanit.
L'any 1932 es va restaurar de nou el rellotge. Es va instal·lar una esfera nova, una còpia exacta de l'original. La vora, els números i les busques estaven coberts d'or (28 kg d'or en total). L'ús de la Internacional va ser l'únic que va quedar sense canvis. No obstant això, a partir de 1938 les campanades es van silenciar i no van tocar cap melodia. El rellotge simplement tocava les hores i els quarts d'hora, ja que una Comissió Especial va reconèixer que el so de les campanades musicals s'havia tornat insatisfactori, perquè el mecanisme del timbre estava desgastat i les gelades estacionals havien distorsionat severament el so.
L'any 1941, concretament per poder tocar la Internacional, es va instal·lar un accionament electromecànic especial i posteriorment es va desmuntar. El 1944, sota la direcció de Joseph Stalin, es van fer intents infructuosos de reiniciar el rellotge per tocar el nou himne nacional de la Unió Soviètica.
L'any 1974 es va dur a terme una restauració important de les campanes i de tot el mecanisme del rellotge. El mecanisme es va aturar durant 100 dies, es va desmuntar completament i es va restaurar, substituint algunes peces antigues. No obstant això, el mecanisme de les campanes musicals va romandre sense restaurar.
El 1991 el Ple del Comitè Central va decidir reprendre els treballs sobre les campanes del Kremlin, però va resultar que hi havia tres campanes menys del que es necessitava per a l'himne nacional soviètic. Aquest problema va tornar a sorgir l'any 1995. La "Cançó patriòtica" de Mikhail Glinka va ser adoptada com a nou himne nacional. El 1996, durant la inauguració de Boris Eltsin, el rellotge del Kremlin va tornar a tocar una melodia, després de 58 anys de silenci. A falta d'unes poques campanes necessàries per interpretar l'himne nacional, a més de les campanes s'hi van instal·lar batalls metàl·lics. Al migdia i a la mitjanit, les campanades sonaven "Cançó patriòtica", mentre que cada tres hores, tocaven la melodia del cor "Glòria, glòria a tu, sant Rus" de l'òpera Una vida pel tsar (també de Glinka). L'última gran restauració es va dur a terme l'any 1999 després de sis mesos de planificació. Les busques i els números es van tornar a daurar. En lloc de la "Cançó patriòtica", les campanades van tocar el nou himne nacional de Rússia que havia estat aprovat l'any 2000.

## Paràmetres tècnics
Les esferes del rellotge del Kremlin tenen un diàmetre de 6.12 metres (20.1 ft) i es col·loquen als quatre costats de la Torre del Salvador. Els números romans són 0.72 m (2.4 ft) d'alt. La longitud de l'agulla de les hores és de 2.97 m (9.7 ft), i de l'agulla de minuts 3.27 m (10.7 ft). El pes total del rellotge i les campanes és de 25 tones. El mecanisme s'acciona amb 3 pesos, que pesen entre 160 i 224 quilograms (353 i 494 lb). La precisió s'aconsegueix amb un pèndol que pesa 32 kg (71 lb). El canvi de l'horari d'hivern al d'estiu es fa manualment. Les campanes estan situades a la part superior de la torre, just a sobre del rellotge.

### Campanades
El toc dels quarts sona una vegada al primer quart d'hora, dues vegades a la mitja hora, tres vegades al tercer quart d'hora i quatre vegades a l'hora completa, seguida de les campanades de l'hora. Es creu que la melodia es coneix com "Campanes de Malinovsky ". Normalment, es reprodueix una melodia addicional després de la melodia principal i els cops, normalment cada tres hores.
Al migdia, mitjanit, 6 am i 6 pm les campanades sonen l'himne nacional després de l'hora, mentre que a les 3 am, 9 am, 3 pm i 9 pm toca el cor "Glòria" de l'òpera A Life for the Tsar de Glinka. El rellotge es posa dos cops al dia. El rellotge original es donava corda a mà, però a partir de 1937 es va fer amb tres motors elèctrics.
Abans de l'adopció de l'himne estatal de la Federació Russa l'any 2000, les campanades tocaven un fragment de Patrioticheskaya Pesnya durant la dècada de 1990.